# Langlingen
Langlingen (Nederduits: Langeln) is een gemeente in de Duitse deelstaat Nedersaksen. De gemeente maakt deel uit van de Samtgemeinde Flotwedel en hoort bestuurlijk bij de Landkreis Celle.
Langlingen telt 2.119 inwoners en ligt aan de Aller. Tot de gemeente behoren de Ortsteile Wiedenrode (in plaatselijk dialect: Wienro’e), Hohnebostel (Hohnbossel), Fernhavekost, Nienhof (Nienhowwe) en Neuhaus (Nienhüsen).
Langlingen ligt aan de Bundesstraße 188 en de Bundesstraße 214.

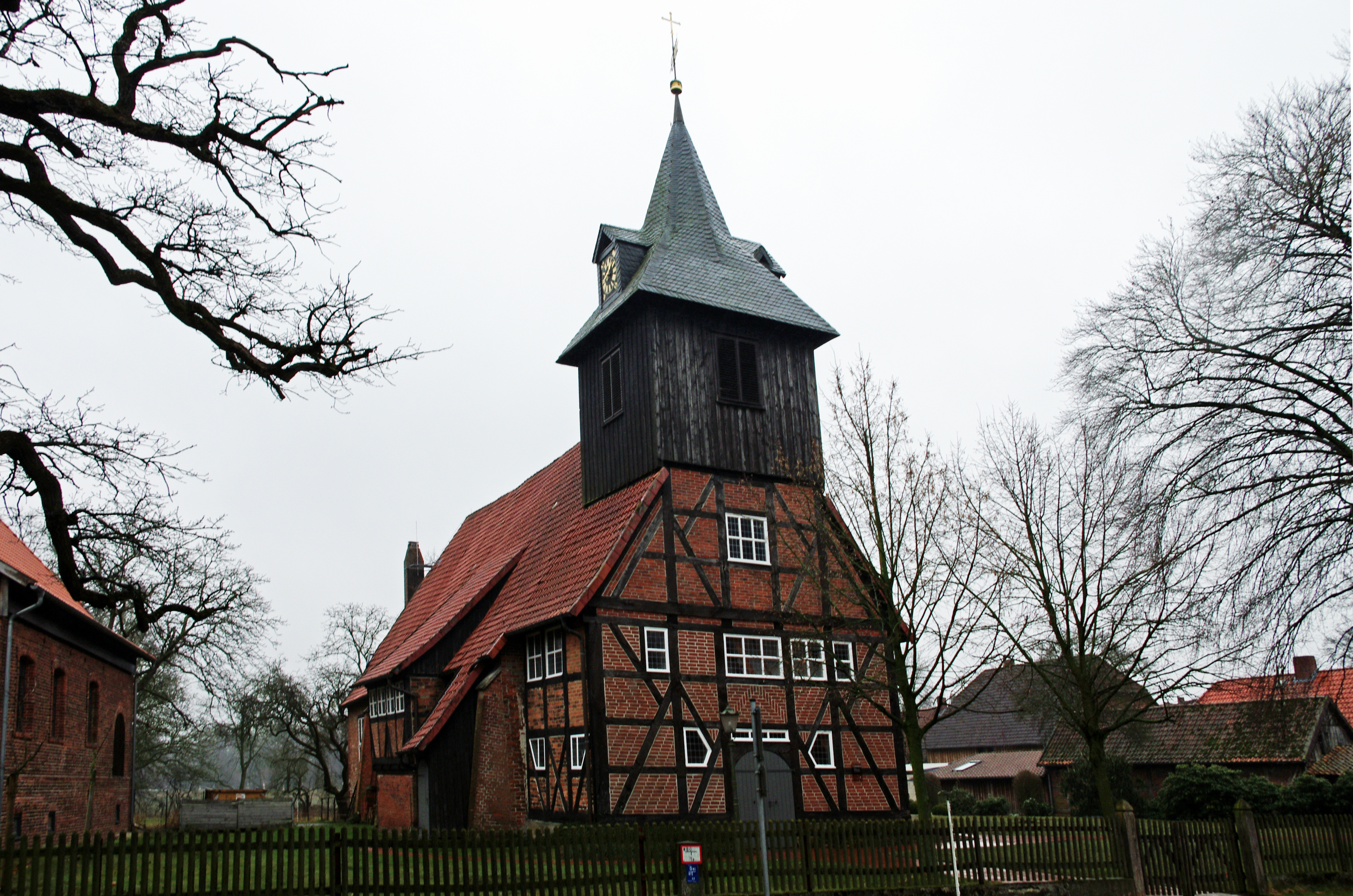
Evang.-lutherse Johanneskerk, Langlingen
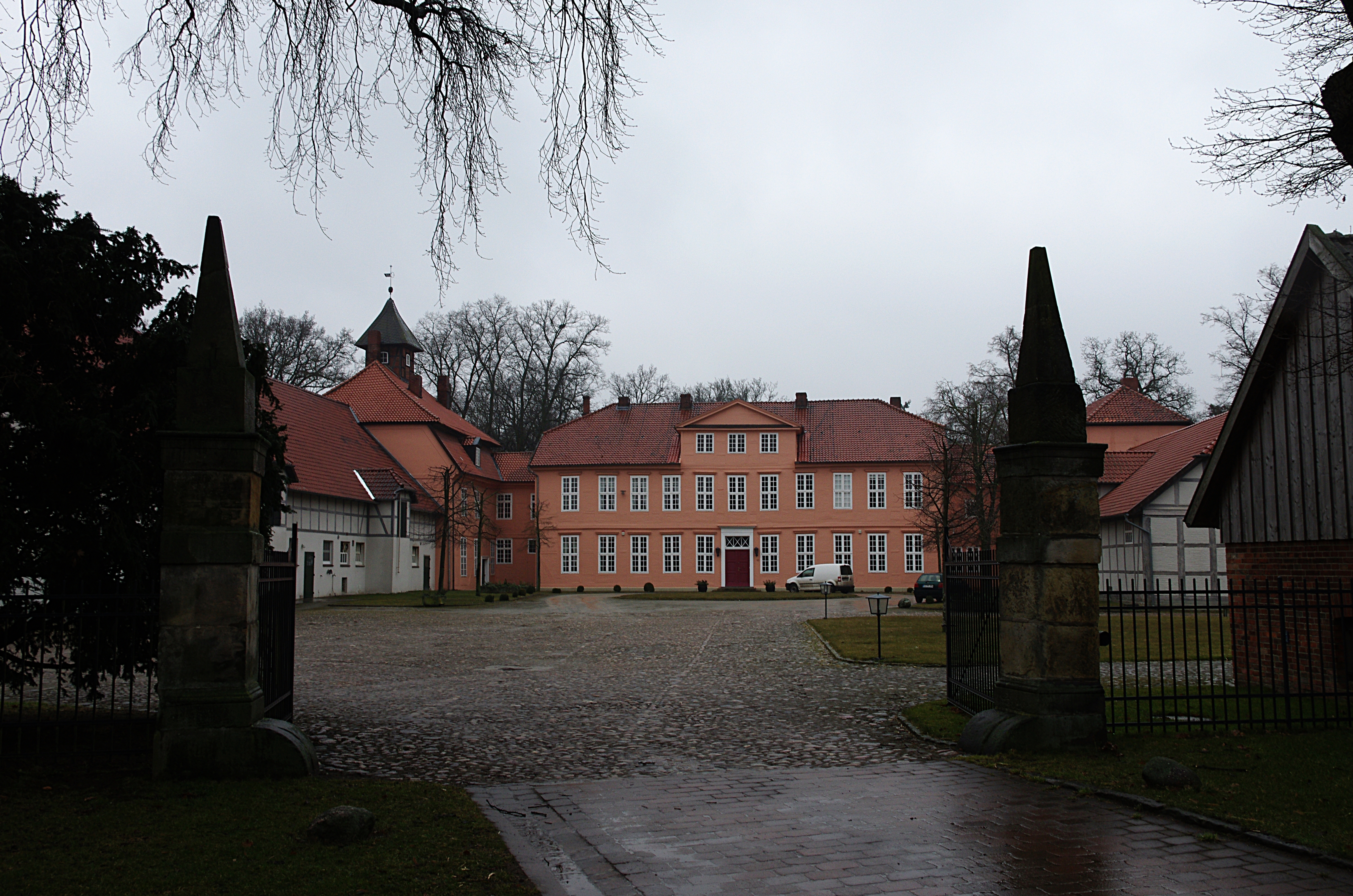
Gutshof Langlingen

Het kerkje van het dorp wordt reeds in een document uit 1257 vermeld. Deze Johanniskirche werd in 1668 met een rechthoekig schip in vakwerkbouw uitgebreid. In de 18e, 19e en 20e eeuw volgden nog diverse renovaties. In het interieur zijn enkele fraaie liturgische voorwerpen uit de 17e t/m 19e eeuw aanwezig. Het kerkorgel werd in 1854 door de gerenommeerde firma  Orgelbau Philipp Furtwängler & Söhne gebouwd.
Het dorp was in de 14e eeuw  tot omstreeks 1835 residentie van het adellijke geslacht Von Spörckel, dat het gebied bestuurde namens het Hertogdom Brunswijk-Lüneburg. Dit geslacht bezat er ook een kasteel, later een landhuis. Dit landhuis, Gutshof Langlingen, met omliggend landgoed, bestaat nog, maar is privébezit en kan niet bezichtigd worden.
- Gemeinsame Normdatei: 4839443-9
- Virtual International Authority File: 247412758
- WorldCat: E39PCjv6tMRQC8F7QBqWrcjFYX

Adelheidsdorf ·
Ahnsbeck ·
Beedenbostel ·
Bergen ·
Bröckel ·
Celle ·
Eicklingen ·
Eldingen ·
Eschede ·
Faßberg ·
Hambühren ·
Hohne ·
Lachendorf ·
Langlingen ·
Lohheide (gemeentevrij gebied) ·
Nienhagen ·
Südheide ·
Wathlingen ·
Wienhausen ·
Wietze ·
Winsen (Aller)